# Greg Paslawski
Gregory Stephen Paslawski (* 25. August 1961 in Kindersley, Saskatchewan) ist ein ehemaliger kanadischer Eishockeyspieler, der im Verlauf seiner aktiven Karriere zwischen 1979 und 1996 unter anderem 710 Spiele für die Canadiens de Montréal, St. Louis Blues, Winnipeg Jets, Buffalo Sabres, Nordiques de Québec, Philadelphia Flyers und Calgary Flames in der National Hockey League auf der Position des rechten Flügelstürmers bestritten hat.

## Karriere
Paslawski verbrachte zwischen 1979 und 1981 eine ertragreiche Juniorenkarriere bei den Prince Albert Raiders in der Saskatchewan Junior Hockey League, wo er binnen dieser Zeit 117 Partien bestritt und 164 Scorerpunkte erzielte. Dennoch wurde der damals 19-Jährige von den Franchises der National Hockey League unbeachtet und blieb daher ungedraftet.
Der Stürmer schloss sich daher im Sommer 1981 als Free Agent den Canadiens de Montréal aus der National Hockey League an. Diese setzten ihn in den folgenden beiden Spielzeiten bis zum Sommer 1983 bei ihrem Farmteam, den Nova Scotia Voyageurs aus der American Hockey League, an. Zur Saison 1983/84 schaffte es Paslawski einen Stammplatz im NHL-Kader der Canadiens zu erhalten und bestritt bis zum Dezember 1983 26 Spiele für die Franko-Kanadier. Kurz vor Weihnachten wurde er gemeinsam mit Gilbert Delorme und Doug Wickenheiser zu den St. Louis Blues transferiert, während Perry Turnbull zu den Canadiens wechselte. In St. Louis fand der Angreifer für die folgenden fünfeinhalb Spielzeiten eine neue sportliche Heimat. Nach zwei zunächst durchwachsenen Spieljahren gelang Paslawski im Verlauf der Stanley-Cup-Playoffs 1986 der Durchbruch, als er in 17 Playoff-Spielen ebenso viele Scorerpunkte verbuchte. Die Saison 1986/87 beendete er schließlich mit Karrierebestwerten in allen relevanten Offensivkategorien. So erzielte er 29 Tore und bereitete weitere 35 vor. Nachdem er in der Spielzeit 1987/88 aufgrund einer im November 1987 erlittenen Rückenverletzung nur auf 17 Saisoneinsätze gekommen war, feierte er in der Saison 1988/89 mit 52 Punkten ein respektables Comeback.
Dennoch trennten sich die Blues im Sommer 1989 von ihrem langjährigen Teammitglied, als er via Transfer zu den Winnipeg Jets geschickt wurde. Während mit ihm ein Drittrunden-Wahlrecht im NHL Entry Draft 1981 nach Winnipeg wechselte, erhielten die Blues als Ausgleich ein Drittrunden-Wahlrecht desselben Drafts sowie ein Zweitrunden-Wahlrecht im NHL Entry Draft 1991. Mit dem Wechsel nach Winnipeg begann für Paslawski eine Zeit von vielen Wechseln innerhalb der Liga. Nach eineinhalb Spieljahren in Winnipeg wurde er im Februar 1991 an die Buffalo Sabres verkauft. Bei den Sabres beendete er die Saison 1990/91. Die zwölf Einsätze für Buffalo blieben aufgrund der Auswahl durch die San Jose Sharks im NHL Dispersal und Expansion Draft 1991 die einzigen. Nur einen Tag nach dem Draft verließ Paslawski das neu gegründete Franchise bereits wieder, da er im Tausch für Tony Hrkac zu den Nordiques de Québec wechselte. Dort bestritt der mittlerweile 30-jährige Flügelspieler jedoch nur eine Spielzeit. Im Sommer 1992 schloss er sich als Free Agent den Philadelphia Flyers an. Auch dort fand er keine sportliche Heimat und war schon im März 1993 in das nächste Transfergeschäft involviert. Die Calgary Flames sicherten sich für den Rest der Spielzeit 1992/93 sowie der folgenden im Tausch für ein Neuntrunden-Wahlrecht im NHL Entry Draft 1993 seine Dienste.
Nachdem er als Spieler der Flames bereits in der Saison 1993/94 erste Spiele für die Peoria Rivermen in der International Hockey League absolviert hatte, ließ er dort bis zum Sommer 1996 seine Karriere ausklingen. Nach dem Spieljahr 1995/96 beendete er im Alter von 35 Jahren seine Profilaufbahn.

## Erfolge und Auszeichnungen
- 1999 Murphy-Cup-Gewinn mit den St. Louis Vipers

## Karrierestatistik
(Legende zur Spielerstatistik: Sp oder GP = absolvierte Spiele; T oder G = erzielte Tore; V oder A = erzielte Assists; Pkt oder Pts = erzielte Scorerpunkte; SM oder PIM = erhaltene Strafminuten; +/− = Plus/Minus-Bilanz; PP = erzielte Überzahltore; SH = erzielte Unterzahltore; GW = erzielte Siegtore; 1 Play-downs/Relegation; Kursiv: Statistik nicht vollständig)